# Sei la mia donna/Tu non devi più
Sei la mia donna/Tu non devi più è il primo disco della rock band modenese dei Rags, pubblicato nel 1969 dalla Polydor Records.

## Tracce
1. Sei la mia donna - 2:34 - (B.R. & M. Gibb - A. Perucchini)
2. Tu non devi più

## Formazione
- Carlo Becchi - chitarra e voce
- Giorgio Gibertoni - voce
- Giuliano Maggiotto - pianoforte e voce
- Claudio Mazzetti - organo
- Alessandro Meschiari - batteria e voce
- Roberto Vasta - basso